# Zespół Reye’a

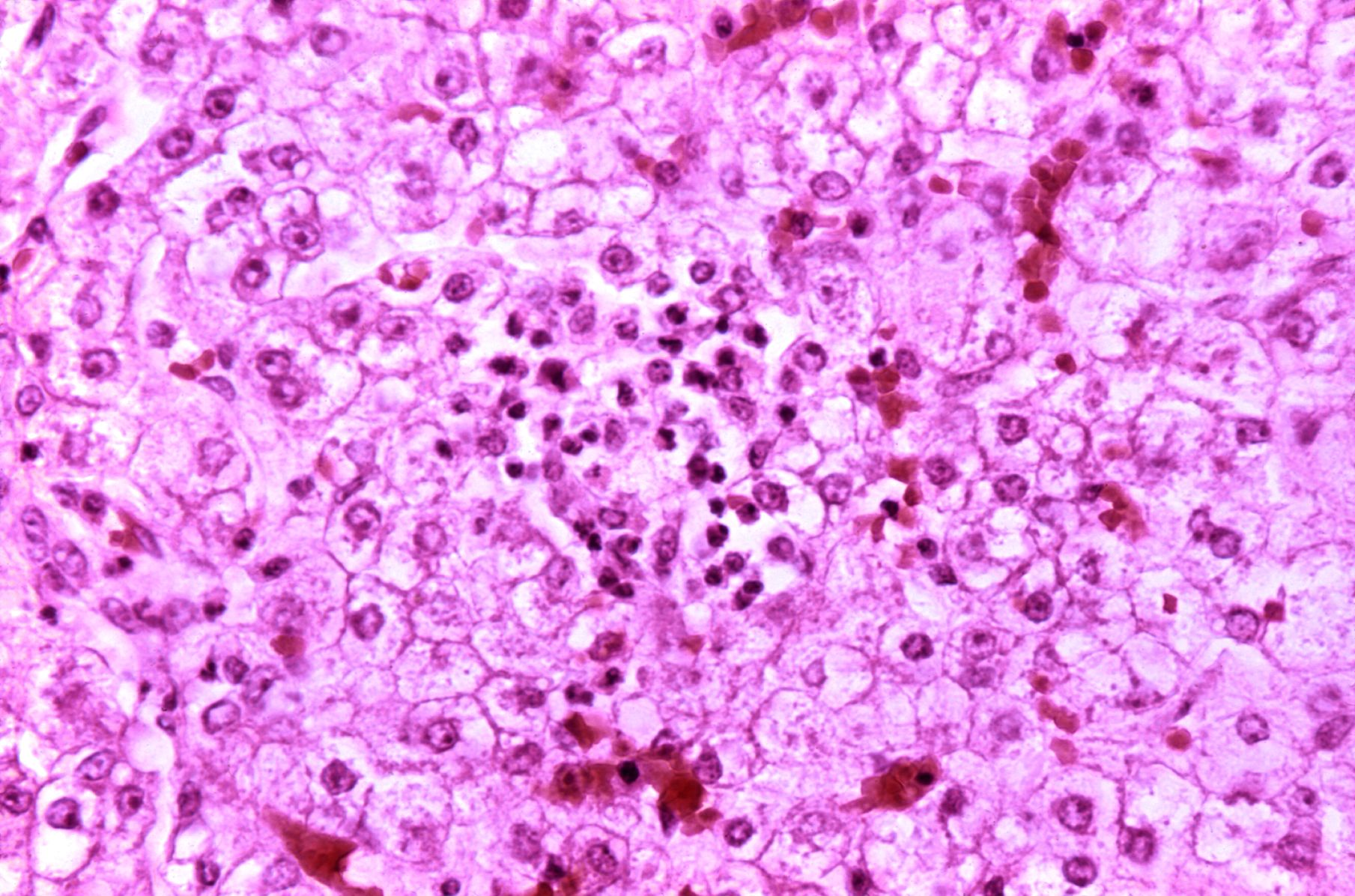
Obraz histologiczny wątroby pacjenta z zespołem Reye’a

Zespół Reye’a – niebezpieczna choroba dotykająca zwykle dzieci (około 50% śmiertelności), która powoduje patologiczne zmiany w wielu narządach, głównie w mózgu i wątrobie. Częstotliwość jego występowania w latach 80. i 90. XX w. wynosiła ok. 1 przypadek na milion (Wielka Brytania, Francja, USA).

## Historia
Informacje o chorobie zostały opublikowane w roku 1963 przez R. Douglasa Reye’a i wsp., którzy przedstawili opis 21 dzieci z encefalopatią i stłuszczeniem narządów wewnętrznych. Artykuł opublikowany w czasopiśmie The Lancet niemal zbiegł się w czasie z publikacją George’a Johnsona i wsp. opisującą 16 dzieci z grypą B, u których wystąpiły zaburzenia neurologiczne. Czworo z nich miało objawy charakterystyczne dla zespołu Reye’a.
Pod koniec roku 1979 na rolę kwasu acetylosalicylowego w patogenezie zespołu Reye’a zwróciły uwagę ośrodki naukowe w Ohio, Michigan i Arizona. Centers for Disease Control and Prevention ostrzegły przed stosowaniem aspiryny u dzieci w chorobach wirusowych górnych dróg oddechowych.

## Patologia
Zespół Reye’a spowodowany jest rozlanym uszkodzeniem mitochondriów, objawia się: hipoglikemią, gwałtownymi wymiotami, encefalopatią wątrobową, stłuszczeniowym zapaleniem wątroby. Pierwotne uszkodzenie mitochondriów może być związane z wieloma czynnikami, w tym z wysoką temperaturą, hipoglikemią, hipoksją, hiperamonemią, obecnością wolnych kwasów tłuszczowych, spadkiem ciśnienia tętniczego i wzrostem ciśnienia wewnątrzczaszkowego.

## Etiologia
Zazwyczaj występuje u dzieci w wieku 4–12 lat (choć może też wystąpić u niemowląt i u osób dorosłych).
Zespół Reye’a ma tendencję do występowania rodzinnego, jest potencjalnym wskazaniem do transplantacji wątroby.
Bezpośrednia przyczyna choroby jest nieznana, lecz może być ona związana z podawaniem niektórych leków, np. kwasu acetylosalicylowego (aspiryny). Badania wykazały korelację statystyczną zespołu Reye’a ze stosowaniem leków zawierających kwas acetylosalicylowy, jednak nie dowiodły związku przyczynowo-skutkowego. Niektóre leki, jak np. Cholinex, mogą przyczyniać się do wywoływania zespołu Reye’a, dlatego nie są zalecane dla dzieci w wieku do 12 lat.
Zespół Reye’a często występuje kilka dni po przebyciu infekcji wirusowej, takiej jak: grypy, ospy wietrznej i innych chorób wirusowych. Ma to być może związek z podawaniem w czasie infekcji wirusowych kwasu acetylosalicylowego, dlatego też podawanie aspiryny osobom, które mają mniej niż 16 lat, jest niewskazane (poza chorobą Kawasakiego i wskazaniami do leczenia przeciwpłytkowego).

## Obraz kliniczny
Do istotnych odchyleń w badaniach laboratoryjnych należą:
- wysoki poziom amoniaku,
- wzrost stężenia mleczanów,
- wzrost aktywności aminotransferaz,
- wydłużenie czasu protrombinowego,
- prawidłowy skład płynu mózgowo-rdzeniowego lub oddający zaburzenia metaboliczne,
- hipoglikemia,
- rozlane zaburzenia z cechami napadowości w EEG,
- prawidłowy obraz mózgowia w badaniach obrazowych lub obraz wskazujący na obrzęk mózgu.

## Klasyfikacja ICD10
| kod ICD10     | nazwa choroby         |
| ------------- | --------------------- |
| ICD-10: G93   | Inne zaburzenia mózgu |
| ICD-10: G93.7 | Zespół Reye’a         |